# Aedes hatorii
Aedes hatorii är en tvåvingeart som beskrevs av Yamada 1921. Aedes hatorii ingår i släktet Aedes och familjen stickmyggor. Inga underarter finns listade i Catalogue of Life.